# Minutenwals

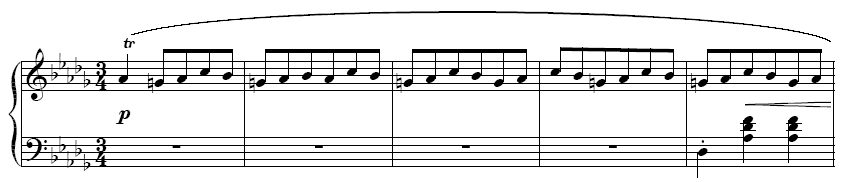
De openingsmaten van de minutenwals

De Minutenwals is een pianostuk van Frédéric Chopin, geschreven in 1847. De officiële naam van de Minutenwals is: "Wals opus 64, nr. 1 Minute - Le petit chien".
Het is een wals in drie delen die in veel gevallen extreem rap gespeeld wordt met metronoomwaardes van meer dan 150 per maat (=3/4). De wals begint met een heel zacht en twijfelend intro en blijft een 'licht' karakter houden gedurende het hele stuk. Het stuk werd in eerste instantie Kleine Hondjeswals genoemd omdat Chopin de opdracht kreeg een stuk over een hondje te schrijven. Later werd de bijnaam Minutenwals verzonnen omdat beweerd werd dat het stuk binnen een minuut gespeeld moest worden. Een andere uitleg is echter dat het woord "minute" in het Frans niet alleen "minuut" betekent, maar ook "klein" of "miniem". Bij normale uitvoering duurt het stuk 1½ tot 2½ minuten.

## Vorm
Het pianostuk vormt een ABA-patroon met eerst een virtuoos A-deel (maat 1 tot en met maat 36) dat nog eens kan opgedeeld worden in een afzonderlijk a- en b-deel. Hierin bestrijkt het a-deel maat 1 tot en met 20 en het b-deel maat 21 tot 36.
In het B-deel komt het gevoel meer centraler te liggen boven de virtuositeit en de walsstructuur komt ook beter uit (alhoewel in plaats van 6/8 gebruik is gemaakt van het statischer 3/4, dit met betrekking op de maat. Desondanks doet dit weinig af aan het walsgevoel dat gecreëerd wordt in het B-deel. Na het B-deel dat maat 37 tot en met maat 69 bestrijkt krijgen we een re-expositie van het A-deel van maat 70 tot het einde in maat 125.
De algemene structuur is dus A-B-A.
De verfijnde structuur is A(a+b) - B - A(a+b+b2) met b2 voor de kleine verandering in het thema b in de laatste expositie. Hier krijgt men het 'lange loopje' tot de eindstreep.

## Voortekening
De toonsoort van de wals is Des groot (ré-bémol majeur). De voortekening bedraagt bijgevolg 5 mollen (bes, es, as, des en ges).

## Nawerking
Dit motief werd reeds in veel hedendaagse liedjes gebruikt.

## Media
- Study Guide, Recordings and Sheet Music
- from Chopin Music
- MIDI file of Minute Waltz
- Free recording of Minute Waltz
- The original Chopin by Angela Lear

### Partituren
- Quatre Mains Gratis versie voor pianoduet.